# Conny Torstensson
Conny Torstensson (Lofta, 28 d'agost de 1949) és un exfutbolista professional suec de la dècada de 1970.

## Trajectòria esportiva
Torstensson començà la seva carrera professional a l'Åtvidabergs FF el 1967. Es tracta d'un modest club que va viure una època daurada durant els 1970. Guanyà la Copa sueca el 1970 i 1971, i la lliga el 1972 i 1973. Són els únics títols majors en la història del club. La següent temporada, el club suec s'enfrontà al Bayern de Múnic de Franz Beckenbauer i Gerd Müller a la Copa d'Europa. Després d'empatar a 4 en el temps afegit de l'eliminatòria, el Bayern es classificà des dels penals. Això no obstant, Torstensson impressionà al dirigents i entrenador alemanys, que el fitxaren per la suma de 580.000 Marcs (290.000 Euros). Fins al 1977 disputà 81 partits de lliga en els quals marcà 11 gols. Guanyà tres cops la Copa d'Europa, disputant les finals de 1974 i 1975. També guanyà la copa Intercontinental. El 1977 fitxà pel FC Zürich i un any més tard retornà a l'Åtvidabergs FF, on es retirà el 1980.
El 1972 debutà amb la selecció sueca. Jugà els Mundials de 1974 i 1978. Fins al 1979 disputà 40 partits.
El 1986 fou entrenador del seu club, l'Åtvidabergs FF.

## Palmarès
Åtvidabergs
- Lliga sueca de futbol:
  - 1972, 1973
- Copa sueca de futbol:
  - 1970, 1971

Bayern
- Copa intercontinental de futbol:
  - 1976
- Copa d'Europa de futbol:
  - 1973-74, 1974-75, 1975-76
- Lliga alemanya de futbol:
  - 1973-74